# Valerio Ampollini
Valerio Ampollini (Noceto, 15 maggio 1929) è un ex calciatore italiano, di ruolo attaccante.

## Carriera
Ala sinistra, debutta in Serie C con il Fidenza e poi passa al Rimini nel 1948, disputando due campionati e segnando 17 reti in 72 gare.
Nella stagione 1950-1951 esordisce in Serie B con il Venezia, giocando per due anni tra i cadetti per un totale di 56 presenze e 4 reti, e restando in neroverde nei successivi tre campionati di Serie C nei quali perde progressivamente il posto da titolare.
Nel 1955 viene ceduto in prestito alla Massese. A fine stagione rientra al Venezia, dove non è mai impiegato, e viene posto definitivamente in lista di trasferimento nel 1957. Chiude la carriera con il Fiorenzuola, con cui gioca due campionati di Prima Categoria lombarda ricoprendo anche il ruolo di capitano nella stagione 1959-1960.